# Palaeovaranidae
Palaeovaranidae, раніше відомі як Necrosauridae є вимерлою кладою вараноїдних ящерів, відомих з палеогену Європи. Він містить три роди.

## Роди
- Eosaniwa Haubold, 1977 Німеччина, еоцен
- Palaeovaranus Zittel, 1887 (раніше Necrosaurus) Німеччина, Франція, еоцен
- Paranecrosaurus Smith & Habersetzer, 2021 (раніше "Saniwa" feisti) Німеччина, еоцен